# Enol

Hỗ biến keto-enol của axeton.

Enol, hay alkenol, là tiểu phân trung gian trong hóa học hữu cơ, được biểu diễn dưới dạng anken (hay olefin) với một nhóm hydroxyl gắn vào cacbon chứa liên kết đôi. Các thuật ngữ enol và alkenol có nguồn gốc từ "-en" trong "anken" đi với hậu tố "-ol"  (nhóm hydroxyl của alcohol). Enol hình thành nhanh chóng loại bỏ một nguyên tử hydro liền kề (hydro alpha, H-α) và trở thành nhóm carbonyl. Trong quá trình hỗ biến này có sự hình thành H+. Khi H+ này không được trả lại vào cuối quá trình, một anion mang tên enolat sẽ được hình thành.

## Hóa sinh
Nhờ enzyme enolase xúc tác, axit 2-phosphoglyceric tách nước để trở thành este enol phosphate. Chuyển hóa PEP thành axit pyruvic bằng pyruvat kinase (PK) tạo ra adenosine triphosphate (ATP) thông qua quá trình phosphoryl hóa mức độ bề mặt.
|  |       |     |     |  |  |  |
|  | H 2 O | ADP | ATP |  |  |  |
|  |       |     |     |  |  |  |
|  | H 2 O |     |     |  |  |  |
|  |       |     |     |  |  |  |

## Khả năng phản ứng
Trong enols, liên kết đôi là chất nucleophil, sẽ phản ứng với các tác nhân electrophil. Đây là cơ sở quan trọng cho các chất trung gian enol trong một loạt quá trình sống quan trọng (ví dụ, trong hóa sinh, enol là chất trung gian trong phản ứng xúc tác enzyme). Enol cũng rất quan trọng trong ngành hóa học hữu cơ tổng hợp hiện đại (ví dụ,  phản ứng aldol hóa và các phản ứng liên quan).

## Tautome Keto-enol
Các este hữu cơ, ketone và aldehyd có hydro α (H thuộc C liền kề với nhóm carbonyl) thường tạo thành enol. Phản ứng có sự di chuyển của một H+ từ cacbon sang oxy:
RC(O)CHR'2 Bản mẫu:EqmL  RC(OH)=CR'2
Thông thường hằng số cân bằng nhỏ đến mức enol không thể phát hiện được bằng quang phổ.
Trong một số hợp chất có hai (hoặc nhiều) nhóm carbonyl, dạng enol trở nên chiếm ưu thế. 2,4-Pentanedione minh họa trường hợp này:

## Enolate
Vinyl acetate là một este enol được sản xuất ở quy mô công nghiệp. Các enolate lithium sử dụng các giai đoạn tổng hợp gần tương tự với alkoxit.

## Enediols
Enediol là các anken có nhóm hydroxyl trên mỗi carbon của liên kết đôi C=C. Thông thường các hợp chất như vậy dễ dàng chuyển hóa thành acyloin (α-hydroxy ketones) trong một cân bằng hóa học. Một trường hợp đặc biệt là catechol, trong đó tiểu đơn vị C=C là một phần của vòng thơm nên được bền hóa.